# Fortaleza do Amboim
A Fortaleza do Amboim localiza-se em Porto Amboim, província de Cuanza Sul, em Angola.

## História
A fortificação original foi fundada pelo Capitão Paulo Dias de Novais entre 1584 e 1587, no morro do Quissonde, onde actualmente existe um farol, erguido sobre os restos da antiga fortificação.
A primitiva povoação de Benguela-Velha foi abandonada pouco depois, sendo reconstruida no local da actual Benguela. Em 1771, o local da antiga povoação foi reocupado, recuperando o nome de Benguela-Velha, actual Porto Amboim.
Erguido durante o século XIX, o forte actualmente encontra-se em ruínas.